# Aulohalaelurus kanakorum
Aulohalaelurus kanakorum е вид пилозъба акула от семейство Scyliorhinidae. Видът е уязвим и сериозно застрашен от изчезване.

## Разпространение и местообитание
Разпространен е в Нова Каледония.
Среща се на дълбочина около 49 m, при температура на водата около 26,3 °C и соленост 35,2 ‰.

## Описание
На дължина достигат до 79 cm.